# Gudernes Vrede
Gudernes Vrede er en amerikansk stumfilm fra 1914 af Reginald Barker.

## Medvirkende
- Sessue Hayakawa som Lord Yamaki
- Tsuru Aoki som Toya San
- Frank Borzage som Tom Wilson
- Kisaburô Kurihara som Takeo
- Henry Kotani som Mr. Hoshida